# Линколнвил (Канзас)
Линколнвил (енгл. Lincolnville) град је у америчкој савезној држави Канзас.

## Демографија
По попису из 2010. године број становника је 203, што је 22 (-9,8%) становника мање него 2000. године.
| Група             | 2000.       | 2010.       |
| Белци             | 212 (94,2%) | 186 (91,6%) |
| Афроамериканци    | 0 (0,0%)    | 0 (0,0%)    |
| Азијати           | 0 (0,0%)    | 0 (0,0%)    |
| Хиспаноамериканци | 10 (4,4%)   | 11 (5,4%)   |
| Укупно            | 225         | 203         |